# Arisaema translucens
Arisaema translucens är en kallaväxtart som beskrevs av Cecil Ernest Claude Fischer. Arisaema translucens ingår i släktet Arisaema och familjen kallaväxter. Inga underarter finns listade.